# Tun Veli
Tun Veli je nenaseljeni otok u hrvatskom dijelu Jadrana.

## Zemljopisni položaj
Nalazi se jugoistočno od otoka Molata, na 44°11' sjeverne zemljopisne širine i 14°55' istočne zemljopisne dužine.
Njegov sjeverozapadni rt ima svjetionik koji označava prolaz Velo Žaplo prema susjednom otoku, Tunu Malom. Rečeni prolaz je jedan od skupine morskih prolaza u tom području, zajedničkog imena Sedmovraće.

## Vanjske poveznice
|  | Zajednički poslužitelj ima još gradiva o temi Tun Veli |